# باليدنت
باليدنت (بالفرنسية: Balledent)‏ هي بلدية في مقاطعة فيين العليا في منطقة أقطانية الجديدة غرب فرنسا.